# Juharfajok listája
Az alábbi lista tartalmazza a juhar (Acer) nemzetségbe sorolt fajokat.

## Juharfajok rendszertani felosztás szerint

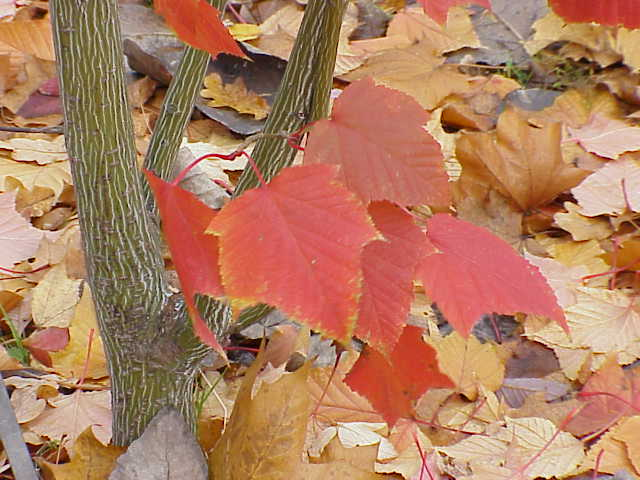
Acer capillipes

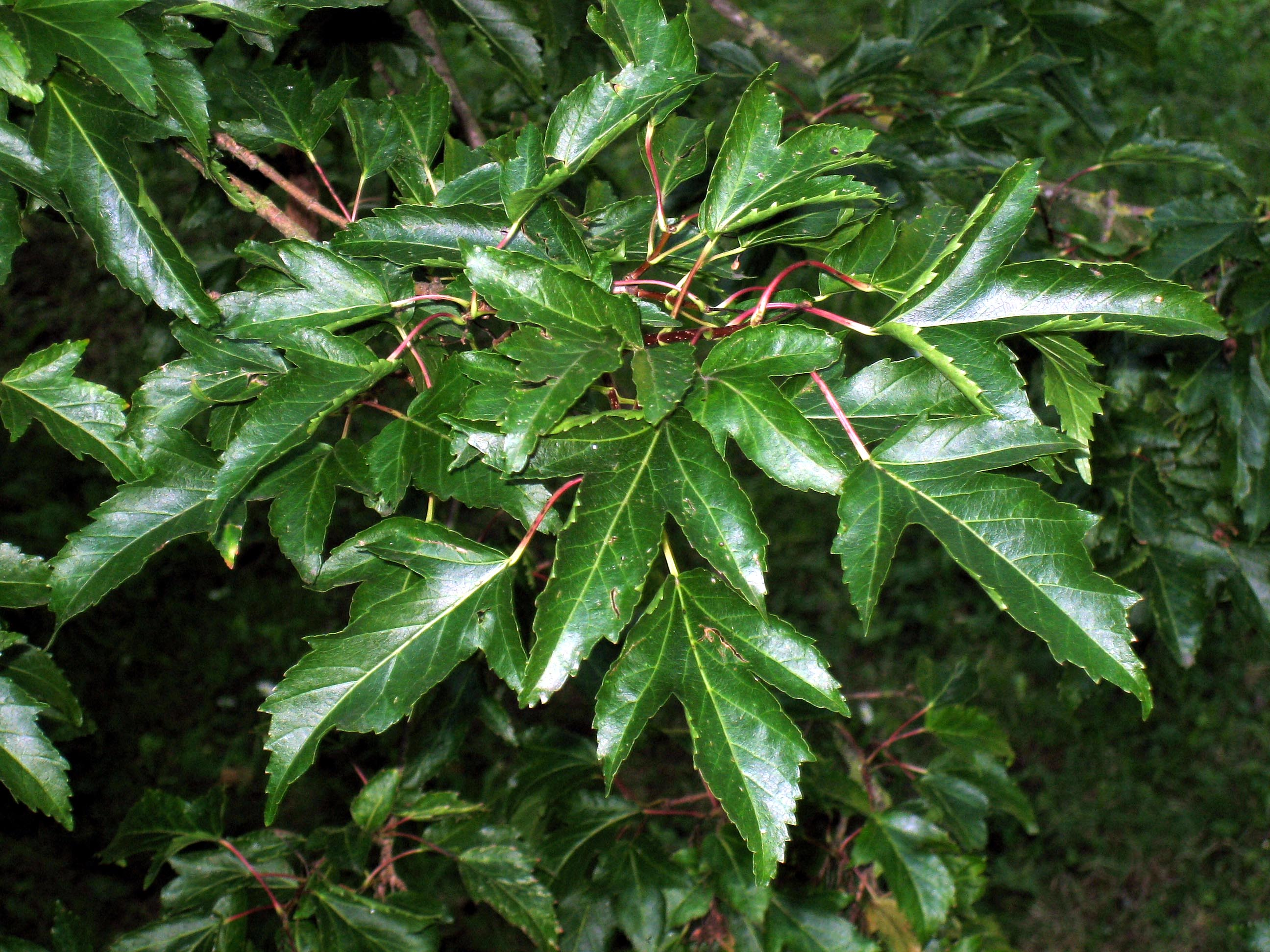
Acer ginnala

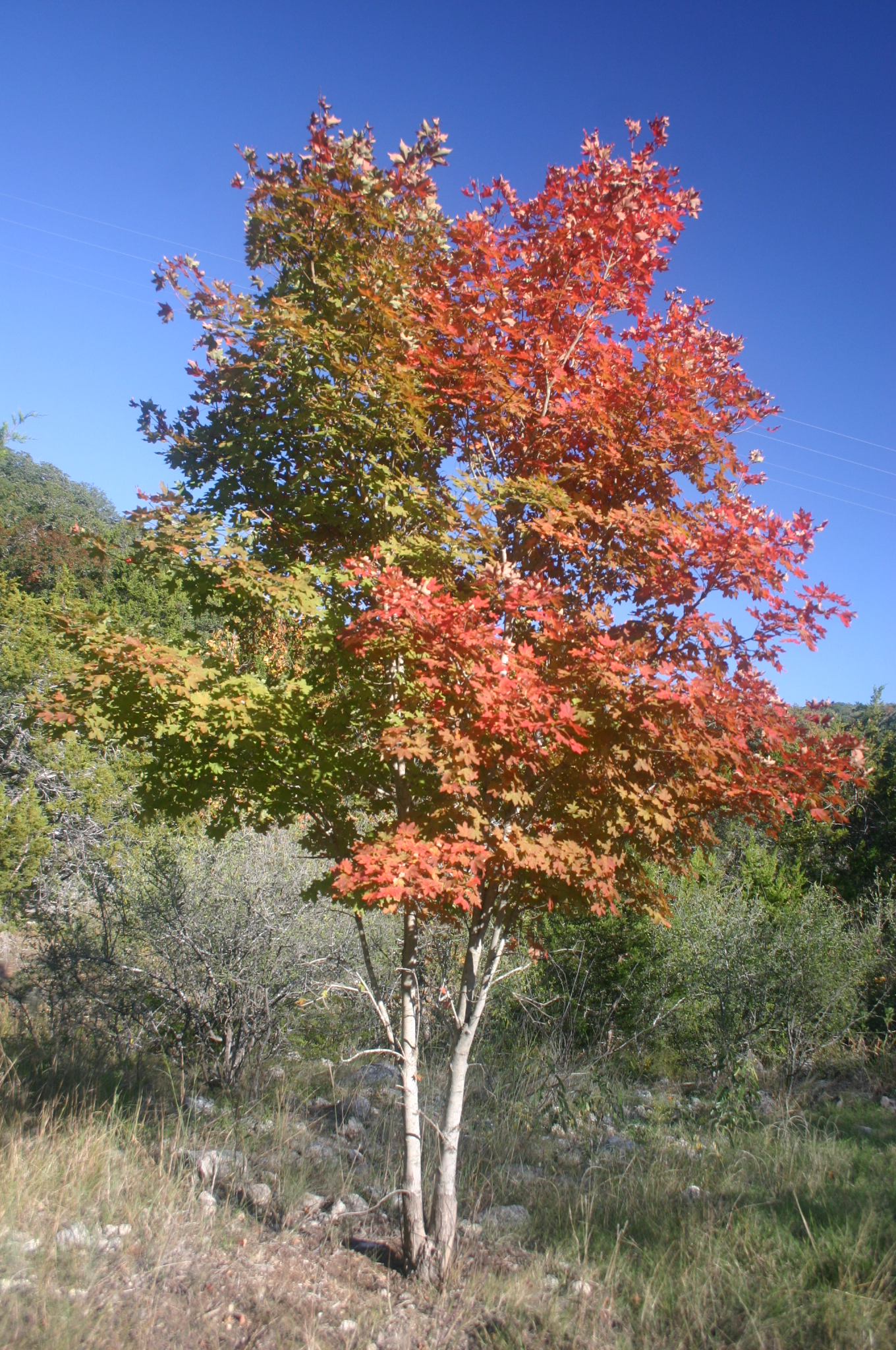
Acer grandidentatum

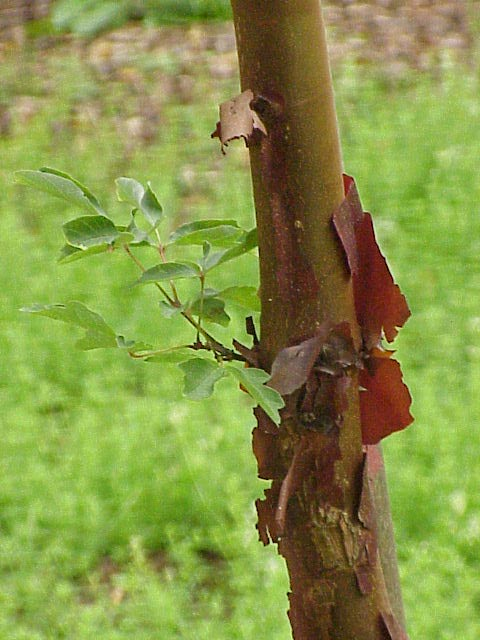
Acer griseum

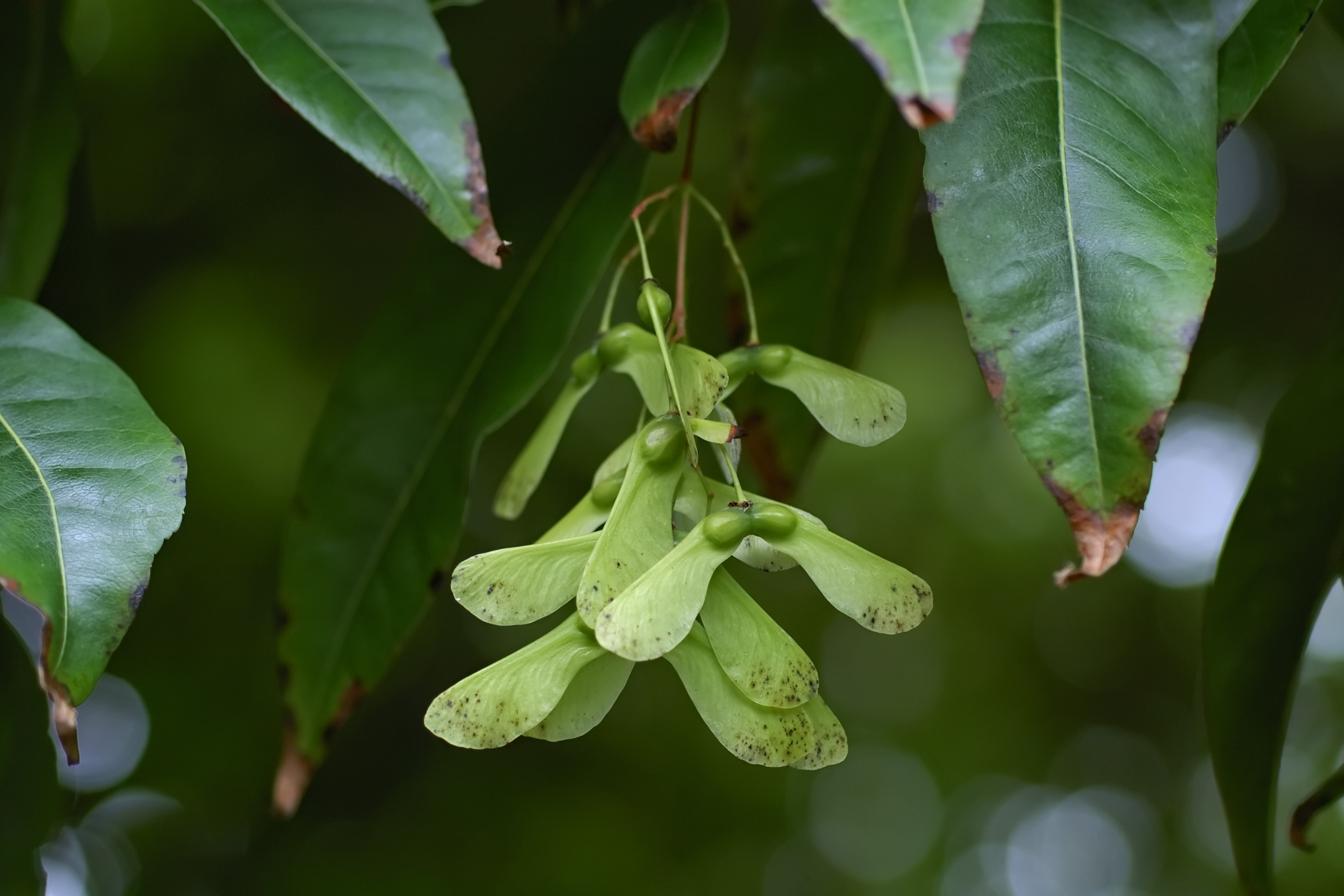
Acer laevigatum

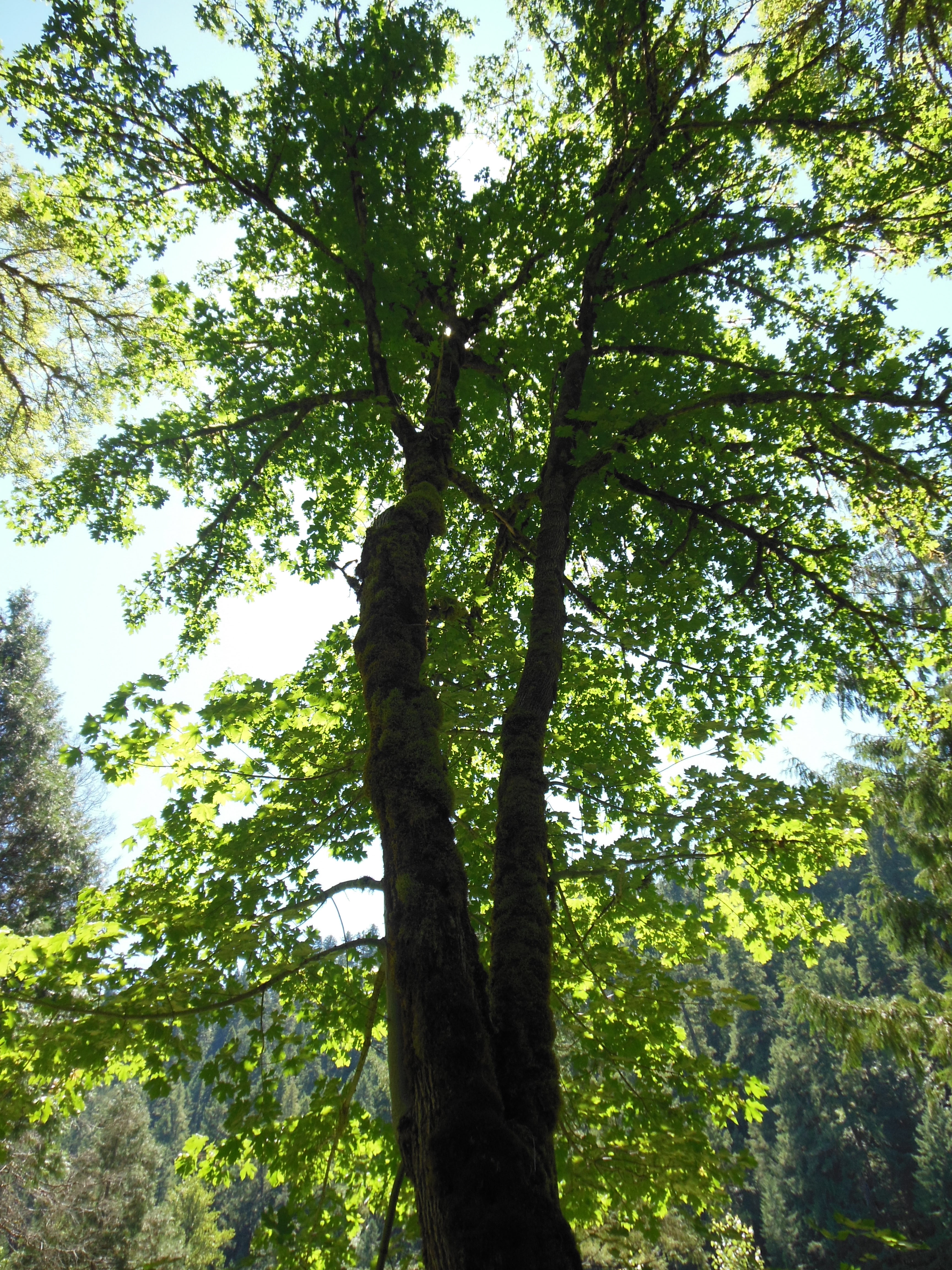
Acer macrophyllum

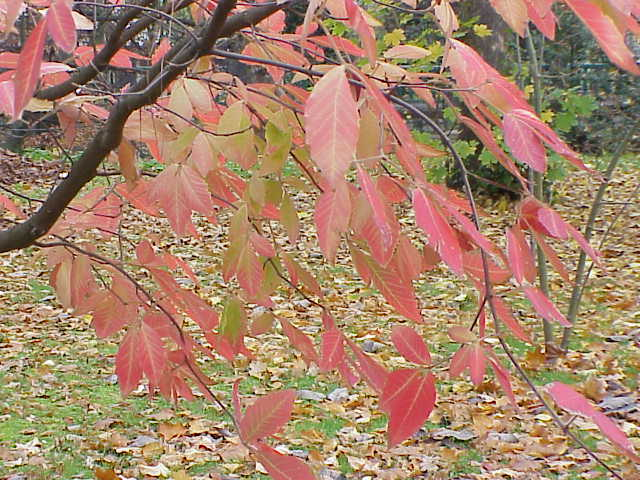
Acer maximowiczianum

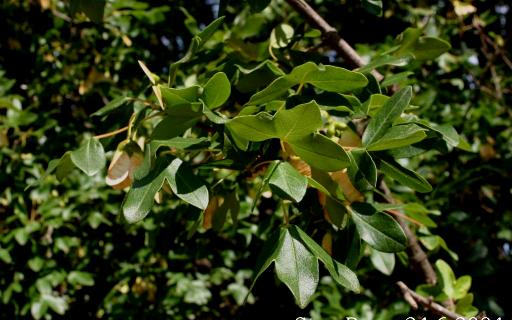
Acer monspessulanum

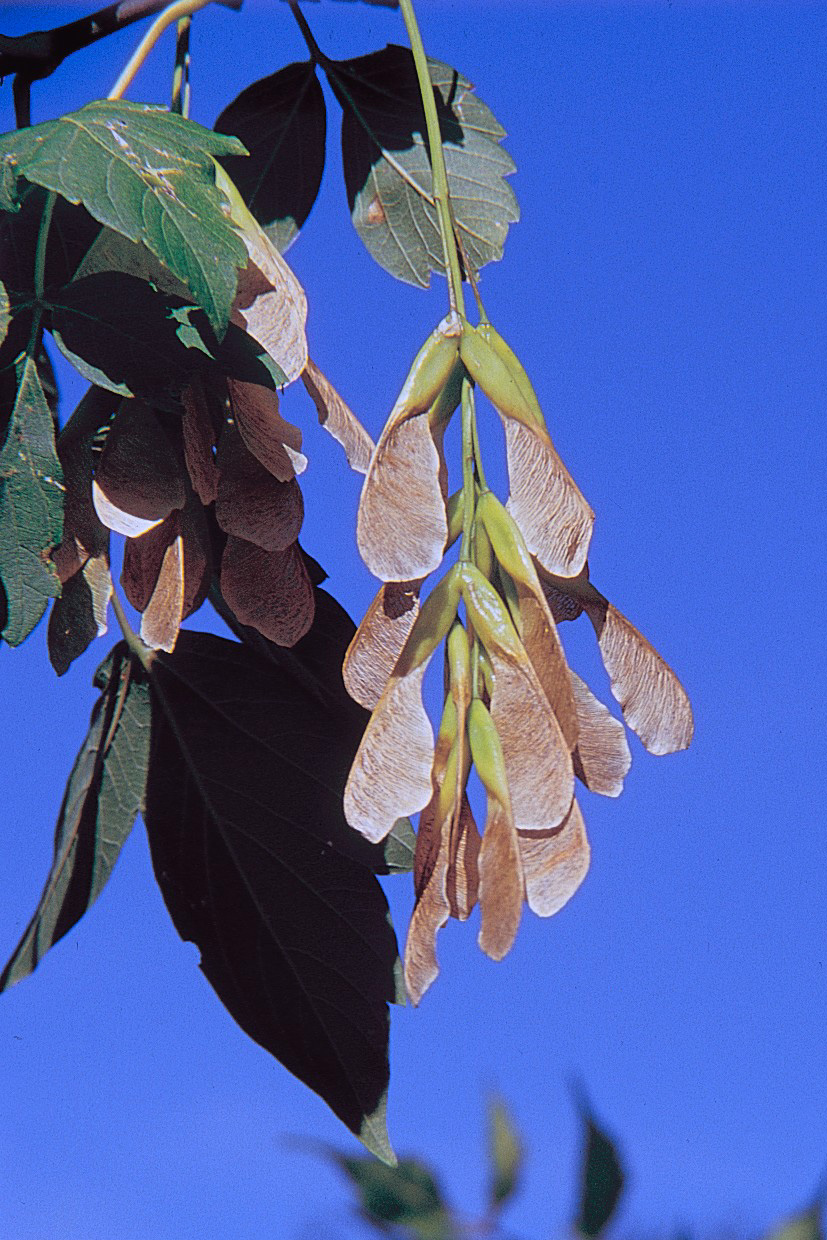
Acer negundo

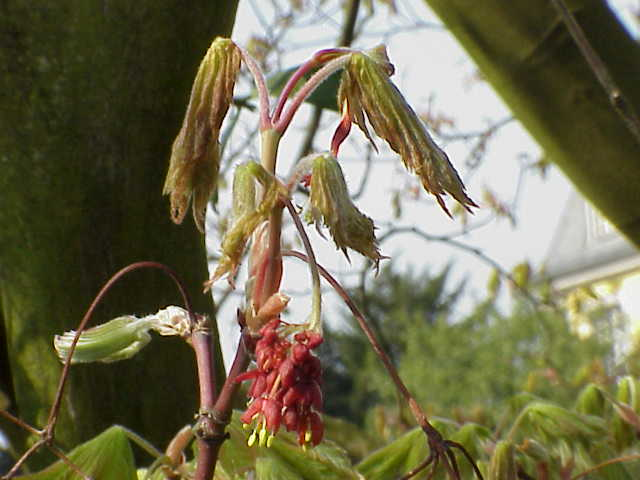
Acer japonicum

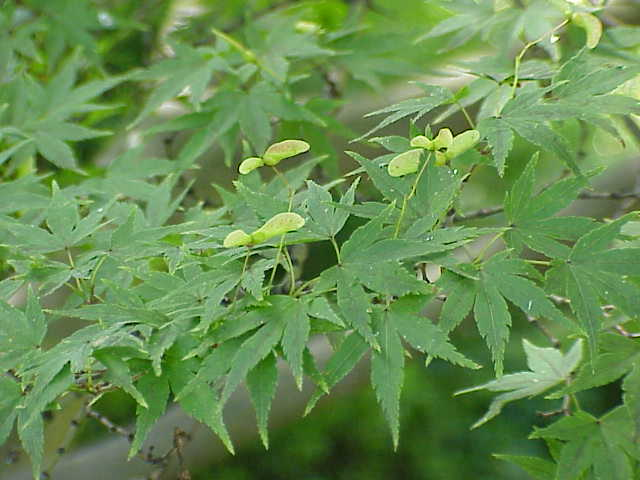
Acer palmatum

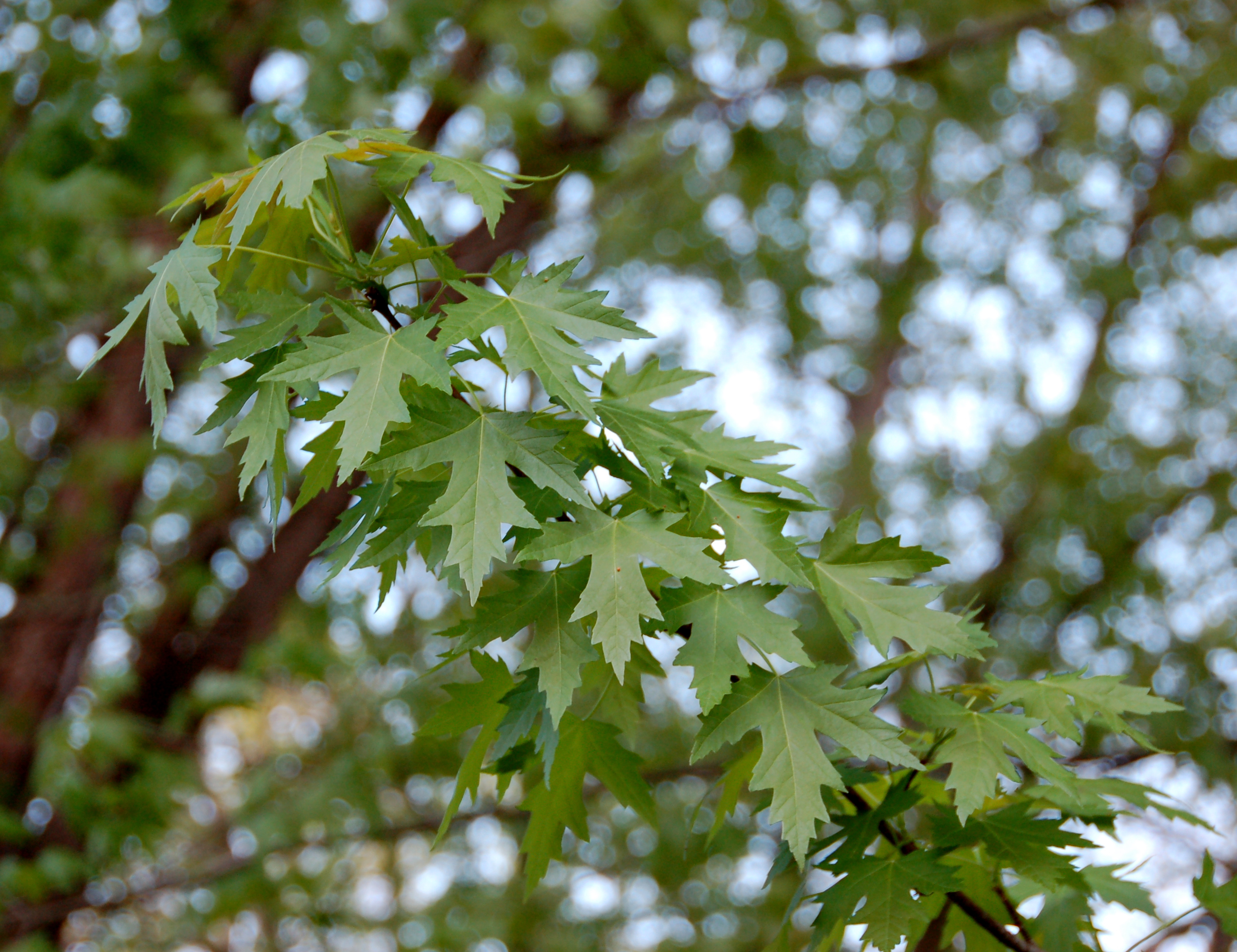
Acer saccharinum

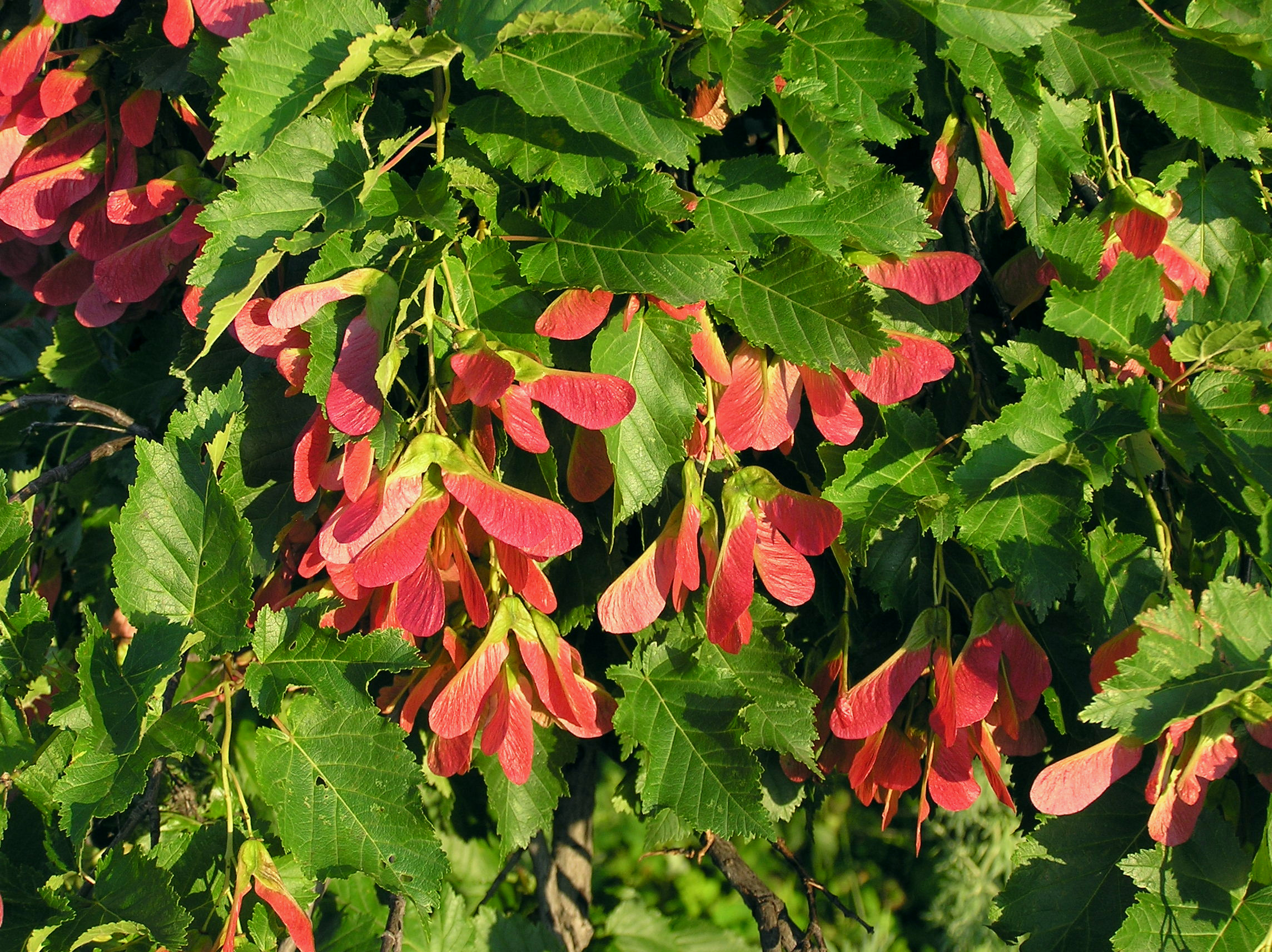
Acer tataricum

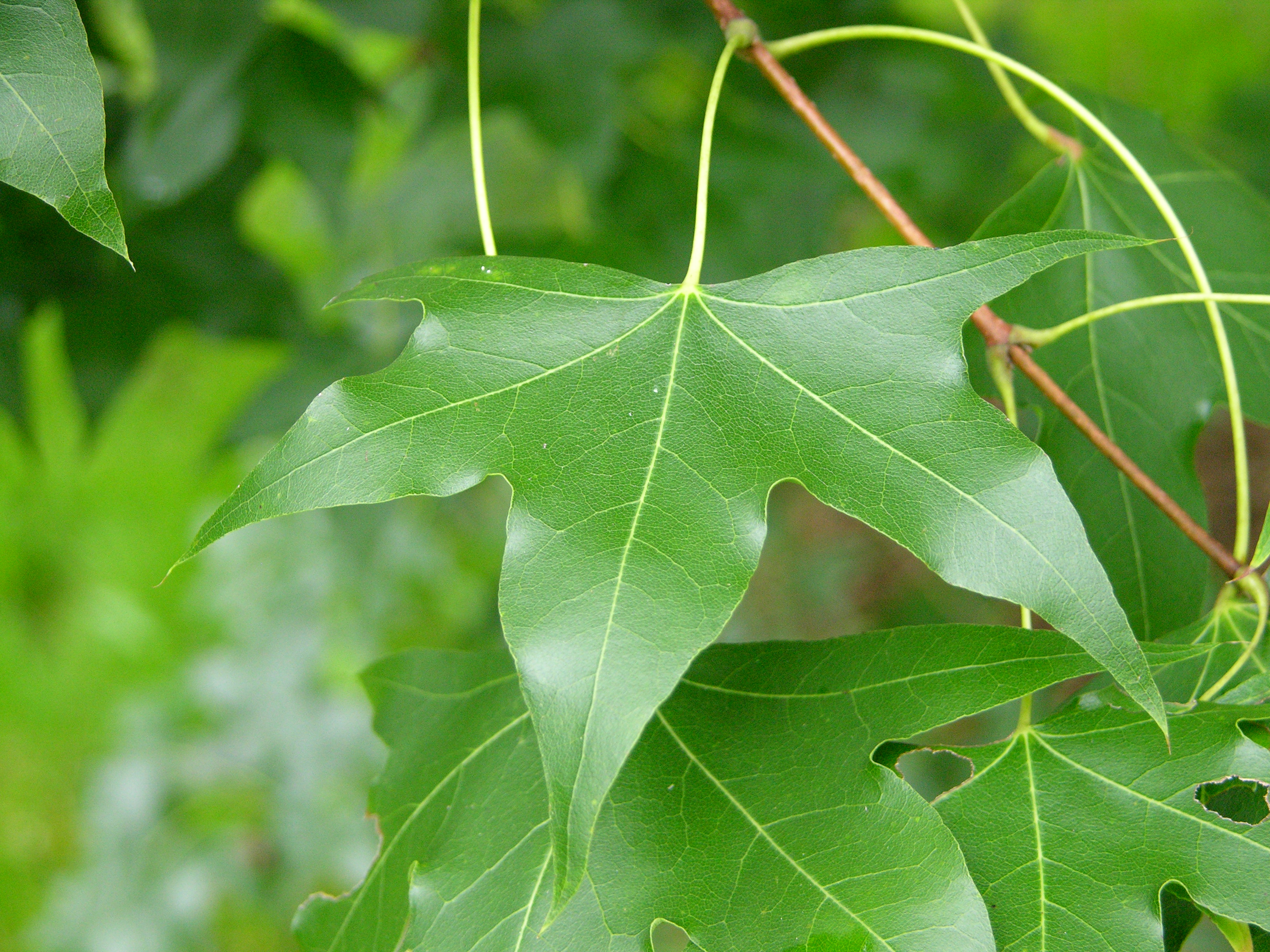
Acer truncatum

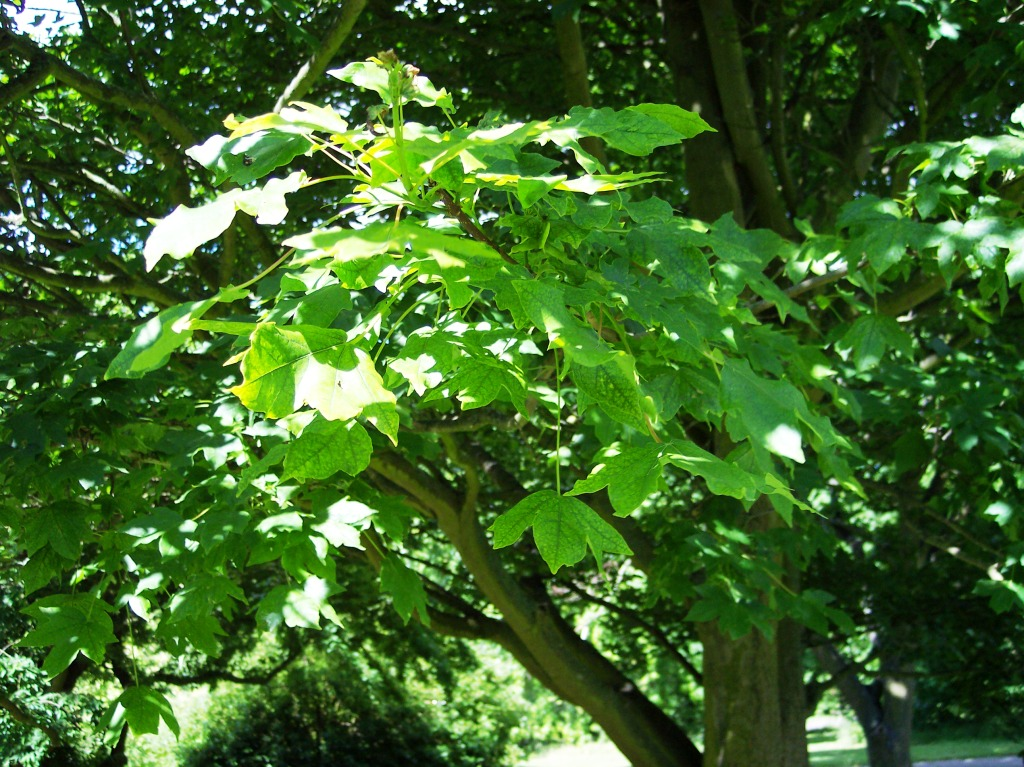
Acer × zoeschense

Ez a felsorolás a rendszertani felosztást követi, fajcsoportokra (sectio) és fajsorokra (series) tagolódik. (Az örökzöld fajokat # jelöli.)

### SectioAcer
- Series Acer
  - Acer caesium Wall. ex Brandis
  - Acer giraldii Pax
  - Acer heldreichii Orph. ex Boiss. — görög juhar
  - Acer pseudoplatanus L. — hegyi juhar
  - Acer velutinum Boiss. — perzsa juhar
- Series Monspesulana
  - Acer granatense Boiss.
  - Acer hyrcanum Fisch. & Meyer — illír juhar
  - Acer monspessulanum L. — francia juhar
  - Acer obtusifolium Sibthorp & Smith
  - Acer opalus Miller — opáljuhar
  - Acer sempervirens L. — krétai juhar
- Series Saccharodendron
  - Acer floridanum (Chapm.) Pax — floridai juhar
  - Acer grandidentatum Torr. & Gray
  - Acer leucoderme Small
  - Acer nigrum Michx.f. — fekete juhar
  - Acer skutchii Rehder
  - Acer saccharum Marshall — cukorjuhar

### SectioGinnala
- Series Ginnala
  - Acer aidzuense Franch.
  - Acer ginnala Maxim. – tűzvörös juhar
  - Acer semenovii Regel & Herder
  - Acer tataricum L. – tatár juhar

### SectioGlabra
- Series Arguta
  - Acer acuminatum Wall. ex D.Don
  - Acer argutum Maxim.
  - Acer barbinerve Maxim.
  - Acer stachyophyllum Hiern
  - Acer tetramerum Pax
- Series Glabra
  - Acer glabrum Torr.

### SectioHyptiocarpa
- Series Hyptiocarpa
  - Acer garrettii Craib
  - Acer laurinum Hassk. – #

### SectioIndivisa
- Series Indivisa
  - Acer carpinifolium Siebold & Zucc. – gyertyánlevelű juhar

### SectioLithocarpa
- Series Lithocarpa
  - Acer diabolicum Blume ex Koch
  - Acer leipoense Fang & Soong
  - Acer pilosum Maxim.
  - Acer sinopurpurascens Cheng
  - Acer sterculiaceum Wall.
  - Acer yangbiense Chen & Yang
- Series Macrophylla
  - Acer macrophyllum Pursh – oregoni juhar

### SectioMacrantha
- Series Macrantha
  - Acer capillipes Maxim. – parókás juhar
  - Acer caudatifolium Hayata
  - Acer crataegifolium Siebold & Zucc. – galagonyalevelű juhar
  - Acer davidii Franch. – közép-kínai juhar
  - Acer forrestii Diels
  - Acer laxiflorum Pax
  - Acer micranthum Siebold & Zucc.
  - Acer morifolium Koidz.
  - Acer maximowiczii Pax
  - Acer pectinatum Wall. ex Nicholson
  - Acer pensylvanicum L. – pennsylvaniai juhar
  - Acer rubescens Hayata
  - Acer rufinerve Siebold & Zucc. – rőterű juhar
  - Acer sikkimense Miq.
  - Acer tegmentosum Maxim.
  - Acer tschonoskii Murray

### SectioNegundo
- Series Cissifolia
  - Acer cissifolium (Siebold & Zucc.) Koch – vadszőlőlevelű juhar
  - Acer henryi Pax – szecsuani juhar
- Series Negundo
  - Acer negundo L. – kőrislevelű juhar

### SectioPalmata
- Series Palmata
  - Acer ceriferum Rehder
  - Acer circinatum Pursh – szőlőlevelű juhar
  - Acer duplicatoserratum Hayata
  - Acer japonicum Thunb. – vörösvirágú juhar
  - Acer linganense Fang & Chiu
  - Acer palmatum Thunb. – ujjas juhar
  - Acer pauciflorum Fang
  - Acer pubipalmatum Fang
  - Acer pseudosieboldianum (Pax) Komarov
  - Acer robustum Pax
  - Acer shirasawanum Koidz.
  - Acer sieboldianum Miq. – Siebold-juhar
- Series Penninervia
  - Acer crassum Chu & Cheng
  - Acer erythranthum Gagnep.
  - Acer eucalyptoides Fang & Wu
  - Acer fabri Hance
  - Acer hainanense Chun & Fang
  - Acer kiukiangense Hu & Cheng
  - Acer laevigatum Hu & Cheng – #
  - Acer oligocarpum 
  - Acer sino-oblongum Metcalf
  - Acer wangchii Fang
- Series Sinensia
  - Acer calcaratum Gagnep.
  - Acer campbellii Hook.f. & Thomson ex Hiern
  - Acer chapaense Gagnep.
  - Acer confertifolium Merril & Metcalf
  - Acer elegantulum Fang & Chiu
  - Acer erianthum Schwer.
  - Acer flabellatum Rehder
  - Acer fenzelianum Hand.-Mazz.
  - Acer kweilinense Fang & Fang f.
  - Acer lampingense Fang & Fang f.
  - Acer mapienense Fang
  - Acer miaoshanicum Fang
  - Acer olivaceum Fang & Chiu
  - Acer oliverianum Pax
  - Acer schneiderianum Pax & Hoffman
  - Acer serrulatum Hayata
  - Acer shangszeense Fang & Soong
  - Acer sichourense Fang & Fang f.
  - Acer sinense Pax
  - Acer sunyiense Fang
  - Acer taipuense Fang
  - Acer tonkinense Lecompte
  - Acer tutcheri Duthie
  - Acer wilsonii Rehder
  - Acer wuyuanense Fang & Wu
  - Acer yaoshanicum Fang

### SectioParviflora
- Series Caudata
  - Acer spicatum Lamarck – füzéres juhar
  - Acer ukurunduense Trautvetter & Meyer
- Series Distyla
  - Acer distylum Siebold & Zucc.
- Series Parviflora
  - Acer nipponicum Hara

### SectioPentaphylla
- Series Pentaphylla
  - Acer pentaphyllum Diels
- Series Trifida
  - Acer buergerianum Miq. – háromerű juhar
  - Acer cordatum Pax
  - Acer coriaceifolium Lév. – #
  - Acer discolor Maxim.
  - Acer kwangnanense Hu & W. C. Cheng
  - Acer lucidum Metcalf
  - Acer oblongum Wall. ex DC. – himalájai juhar – #
  - Acer paxii Franch. – #
  - Acer shihweii Chun & Fang
  - Acer sycopseoides Chun
  - Acer yinkunii Fang
  - Acer yuii Fang

### SectioPlatanoidea
- Series Platanoidea
  - Acer amplum Rehder
  - Acer campestre L. – mezei juhar
  - Acer cappadocicum Gled. – pontusi juhar
  - Acer lobelii Ten.
  - Acer longipes Franch. ex Rehder
  - Acer miaotaiense P.C.Tsoong
  - Acer miyabei Maxim.
  - Acer platanoides L. – korai juhar
  - Acer nayongense Fang
  - Acer tenellum Pax
  - Acer tibetense Fang – tibeti juhar
  - Acer truncatum Bunge

### SectioPubescentia
- Series Pubescentia
  - Acer pentapomicum Stewart ex Brandis

### SectioRubra
- Series Rubra
  - Acer pycnanthum K.Koch
  - Acer rubrum L. – vörös juhar
  - Acer saccharinum L. – ezüst juhar

### SectioTrifoliata
- Series Grisea
  - Acer griseum (Franch.) Pax – szürke juhar
  - Acer maximowiczianum Miq. – nikkói juhar
  - Acer triflorum Komarov – háromvirágú juhar
- Series Mandshurica
  - Acer mandshuricum Maxim. – mandzsúriai juhar
  - Acer sutchuenense Franch.

### SectioWardiana
- Series Wardiana
  - Acer wardii W.W.Smith

### Hibridek
- Acer × bormuelleri Borbas (A. monspessulanum × A. campestre)
- Acer × boscii Spach (Nem tisztázott. A. monspessulanum × A. tataricum, A. pensylvanicum × A. tataricum vagy A. tataricum  × A. campestre)
- Acer × conspicuum van Gelderen & Otterdoom (A. davidii × A. pensylvanicum)
- Acer × coriaceum Bosc ex Tausch (A. monspessulanum × A. opalus)
- Acer × freemanii Murray (A. rubrum × A. saccharinum)
- Acer × hillieri Lancaster (A. miyabei × A. cappadocicum)
- Acer × pseudoheldreichii Fukarek & Celjo (A. pseudoplatanus × A. heldreichii)
- Acer × schwerinii Pax (Nem tisztázott, feltehetőleg A. crataegifolium × A. rufinerve)
- Acer × zoeschense Pax (Nem tisztázott. A. campestre × A. cappadocicum vagy A. campestre × A. lobelii)

## Juharfajok betűrendben
- Acer acuminatum Wall. ex D.Don
- Acer aidzuense Franch.
- Acer amplum Rehder
- Acer argutum Maxim.
- Acer barbinerve Maxim.
- Acer × bormuelleri Borbas
- Acer × boscii Spach
- Acer buergerianum Miq.
- Acer caesium Wall. ex Brandis
- Acer calcaratum Gagnep.
- Acer campbellii Hook.f. & Thomson ex Hiern
- Acer campestre L.
- Acer capillipes Maxim.
- Acer cappadocicum Gled.
- Acer carpinifolium Siebold & Zucc.
- Acer caudatifolium Hayata
- Acer ceriferum Rehder
- Acer chapaense Gagnep.
- Acer circinatum Pursh
- Acer cissifolium (Siebold & Zucc.) Koch
- Acer confertifolium Merril & Metcalf
- Acer × conspicuum Bosc ex Tausch
- Acer cordatum Pax
- Acer coriaceifolium Lév.
- Acer crassum Chu & Cheng
- Acer crataegifolium Siebold & Zucc.
- Acer davidii Franch.
- Acer diabolicum Blume ex Koch
- Acer discolor Maxim.
- Acer distylum Siebold & Zucc.
- Acer duplicatoserratum Hayata
- Acer elegantulum Fang & Chiu
- Acer erianthum Schwer.
- Acer erythranthum Gagnep.
- Acer eucalyptoides Fang & Wu
- Acer fabri Hance
- Acer fenzelianum Hand.-Mazz.
- Acer flabellatum Rehder
- Acer floridanum (Chapm.) Pax
- Acer forrestii Diels
- Acer × freemanii Murray
- Acer garrettii Craib
- Acer ginnala Maxim.
- Acer giraldii Pax
- Acer glabrum Torr.
- Acer granatense Boiss.
- Acer griseum (Franch.) Pax
- Acer hainanense Chun & Fang
- Acer heldreichii Orph. ex Boiss.
- Acer henryi Pax
- Acer × hillieri Lancaster
- Acer hyrcanum Fisch. & Meyer
- Acer japonicum Thunb.
- Acer kiukiangense Hu & Cheng
- Acer kwangnanense Hu & W. C. Cheng
- Acer kweilinense Fang & Fang f.
- Acer laevigatum Hu & Cheng
- Acer lampingense Fang & Fang f.
- Acer laurinum Hassk.
- Acer laxiflorum Pax
- Acer leipoense Fang & Soong
- Acer leucoderme Small
- Acer linganense Fang & Chiu
- Acer lobelii Ten.
- Acer longipes Franch. ex Rehder
- Acer lucidum Metcalf
- Acer macrophyllum Pursh
- Acer mandshuricum Maxim.
- Acer mapienense Fang
- Acer maximowiczianum Miq.
- Acer maximowiczii Pax
- Acer miaoshanicum Fang
- Acer miaotaiense P.C.Tsoong
- Acer micranthum Siebold & Zucc.
- Acer miyabei Maxim.
- Acer monspessulanum L.
- Acer morifolium Koidz.
- Acer nayongense Fang
- Acer negundo L.
- Acer nigrum Michx.f.
- Acer nipponicum Hara
- Acer oblongum Wall. ex DC.
- Acer obtusifolium Sibthorp & Smith
- Acer oligocarpum
- Acer olivaceum Fang & Chiu
- Acer oliverianum Pax
- Acer opalus Miller
- Acer palmatum Thunb.
- Acer pauciflorum Fang
- Acer paxii Franch.
- Acer pectinatum Wall. ex Nicholson
- Acer pensylvanicum L.
- Acer pentaphyllum Diels
- Acer pentapomicum Stewart ex Brandis
- Acer pilosum Maxim.
- Acer platanoides L.
- Acer pseudoplatanus L.
- Acer × pseudoheldreichii Fukarek & Celjo
- Acer pseudosieboldianum (Pax) Komarov
- Acer pubipalmatum Fang
- Acer pycnanthum K.Koch
- Acer robustum Pax
- Acer rubescens Hayata
- Acer rubrum L.
- Acer rufinerve Siebold & Zucc.
- Acer saccharinum L.
- Acer saccharum Marshall
- Acer schneiderianum Pax & Hoffman
- Acer × schwerinii Pax
- Acer semenovii Regel & Herder
- Acer sempervirens L.
- Acer serrulatum Hayata
- Acer shangszeense Fang & Soong
- Acer shihweii Chun & Fang
- Acer shirasawanum Koidz.
- Acer sichourense Fang & Fang f.
- Acer sieboldianum Miq.
- Acer sikkimense Miq.
- Acer sinense Pax
- Acer sino-oblongum Metcalf
- Acer sinopurpurascens Cheng
- Acer skutchii Rehder
- Acer spicatum Lamarck
- Acer stachyophyllum Hiern
- Acer sterculiaceum Wall.
- Acer sunyiense Fang
- Acer sutchuenense Franch.
- Acer sycopseoides Chun
- Acer syriacum Boiss. & Gaillardot
- Acer taipuense Fang
- Acer tataricum L.
- Acer tegmentosum Maxim.
- Acer tenellum Pax
- Acer tetramerum Pax
- Acer tibetense Fang
- Acer tonkinense Lecompte
- Acer trautvetteri Medwed.
- Acer triflorum Komarov
- Acer trilobatum Lamb.
- Acer truncatum Bunge
- Acer tschonoskii Murray
- Acer tutcheri Duthie
- Acer ukurunduense Trautvetter & Meyer
- Acer velutinum Boiss.
- Acer wangchii Fang
- Acer wardii W.W.Smith
- Acer wilsonii Rehder
- Acer wuyuanense Fang & Wu
- Acer yangbiense Chen & Yang
- Acer yaoshanicum Fang
- Acer yinkunii Fang
- Acer yuii Fang
- Acer × zoeschense Pax